# John Michael Bishop
John Michael Bishop (York, 22 febbraio 1936) è un biologo statunitense, premio Nobel per la medicina nel 1989.
Ha studiato all'Università di Harvard, ma ha scelto San Francisco come propria città di residenza; prima di passare all'Università della California, San Francisco, nel 1968, ha lavorato in America (ai National Institutes of Health) e in Europa, ad Amburgo. È stato cancelliere dell'Università della California, San Francisco.
Unitamente ad H. E. Varmus, con cui ha svolto gran parte della sua attività di ricercatore, nel 1989 ha ricevuto il Premio Nobel per la medicina e la fisiologia per la scoperta dei proto-oncogeni: si tratta di geni contenuti nel patrimonio ereditario che, in seguito a sollecitazioni di agenti esterni, possono causare il cancro impartendo alle cellule dell'organismo l'ordine di riprodursi in modo anomalo e incontrollato.